# 田草川弘
田草川 弘（たそがわ ひろし 1934年1月28日 - 2024年7月30日）は、日本の作家・ジャーナリスト。

## 来歴・人物
東京都出身。東京都立新宿高等学校を経て早稲田大学第一文学部英文科卒業後、NHK記者、AP通信記者、東海大学教授を経てフリー・ジャーナリスト。
放送ジャーナリストエドワード・R・マローの評伝『ニュースキャスター』と、翻訳『マロー・ボーイズ』を刊行している。
『黒澤明VS.ハリウッド　「トラ・トラ・トラ!」その謎のすべて』（文藝春秋）で、第28回講談社ノンフィクション賞、第33回大佛次郎賞、第38回大宅壮一ノンフィクション賞、第57回芸術選奨文部科学大臣賞を、各受賞した。また映画本大賞2006（キネマ旬報）で、ベストワンに選出された。
2024年7月30日、すい臓がんのため東京都の自宅で死去した。90歳没。

## 著書
- 「放送時事英語 ヒューマン・イントレスト・ニュース」 谷枡樹共編著　南雲堂, 1966
- 「ニュースキャスター エド・マローが報道した現代史」 中公新書, 1991
- 「黒澤明vs.ハリウッド」 文藝春秋,　2006／文春文庫,　2010（解説：川本三郎）

## 訳書
- 「裸足の革命 自立をめざす第三世界の農民たち」　バートランド・シュナイダ、サイマル出版会, 1987
- 「第一次地球革命 ローマクラブ・リポート」 アレキサンダー・キング、ベルトラン・シュナイダー、朝日新聞社, 1992
- 「国際援助の限界 ローマクラブ・リポート」 ベルトラン・シュナイダー 日比野正明共訳、朝日新聞社, 1996
- 「マロー・ボーイズ 放送ジャーナリストたちの栄光と屈辱」　スタンリー・クラウド、リン・オルソン．日本放送出版協会, 1999